# Grigoris Asikis
Grigoris Asikis (in greco Γρηγόρης Ασίκης?; Costantinopoli, 1890 – Vironas, 7 novembre 1966) è stato un cantante, compositore e musicista greco.

## Biografia
Nato da genitori greci nel 1890 a Costantinopoli, città che solo dopo la dissoluzione dell'impero ottomano verrà rinominata Istanbul, Grigoris Asikis frequenta e termina la scuola greca dove impara a suonare l'oud da un insegnante di origine armena.
Avendo anche una bella voce, a 15 anni inizia a cantare e suonare l'oud solo per parenti e amici.
Nel 1919 sposa una concittadina della comunità greca con la quale, assieme ai figli, si trasferisce ad Atene anticipando quegli episodi violenti di intolleranza etnica che da lì a poco si sarebbero verificati a Smirne nel 1922 contro i Greci.
Ad Atene inizia a lavorare come musicista nell'ambiente del rebetiko assieme ad altri artisti esuli dell'Asia Minore.
Fino al 1930, sia come cantante che strumentista, incide diversi dischi nel genere smyrneiko per le società discografiche Columbia, Odeon, Parlophone, Polydor, eseguendo brani di altri autori sconosciuti.
Successivamente inizia a comporre ed eseguire individualmente canzoni con propria musica e testi, talvolta anche in collaborazione con i compositori Antonis Diamantidis e Kostas Skarvelis.
Le sue canzoni vengono cantate dai più famosi artisti dell'epoca come Rita Abatzi, Kostas Nouros, Roza Eskenazi, Marika Kanaropoulou, Stellakis Perpiniadis, Marika Politissa, Kostas Roukounas, Kostas Tsanakos e altri ancora.
Nel 1937 il regime dittatoriale guidato da Ioannis Metaxas si accanisce con la censura particolarmente contro lo stile smyrneiko che si richiama ai costumi dell'Asia Minore, perché eseguito con strumenti troppo orientaleggianti come oud, liuto, santouri, kanonaki, considerati estranei alla cultura greca.
Con l'affermazione nel rebetiko del nuovo corso di stile pireotiko che viene invece eseguito utilizzando altri strumenti a corda dai suoni più graditi ai greci occidentali, anche Grigoris Asikis abbandona definitivamente l'uso dell'oud adeguandosi a suonare il bouzouki.
Alcune sue canzoni del nuovo sub-genere del Pireo sono state cantate da artisti percepiti come più innovativi tra i quali Apostolos Chatzichristos, Yiannis Papaioannou e Markos Vamvakaris.